# ام‌وی استنا هولاندیکا
ام‌وی استنا هولاندیکا (به انگلیسی: MV Stena Hollandica) یک کشتی است که طول آن ۲۴۰ متر (۷۸۷٫۴ فوت) و ارتفاع آن ۵۱ متر (۱۶۷٫۳ فوت) می‌باشد. این کشتی در سال ۲۰۱۰ ساخته شد.